# Утеймуллино
Утеймуллино (баш. Үтәймулла) — деревня в Аургазинском районе Башкортостана, относится к Нагадакскому сельсовету.

## Население
| 2002 | 2009 | 2010 |
| ---- | ---- | ---- |
| 389  | ↘380 | ↘379 |

## Географическое положение
Расстояние до:
- районного центра (Толбазы): 29 км,
- центра сельсовета (Татарский Нагадак): 6 км,
- ближайшей ж/д станции (91 км): 8 км.

|                           |  |  |  |
| Шежере-байрам. 15.02.2017 |  |  |  |

## Известные жители
- Исангулов, Фарит Ахмадуллович —  башкирский писатель, детство провёл в Утеймуллине.
- Рашитов, Урал Камилович — заслуженный деятель искусств РБ, родился в Утеймуллине.